# Cyrtantheae
Cyrtantheae är ett tribus i familjen amaryllisväxter med endast ett släkte, hottentottliljesläktet (Cyrtanthus) från Afrika. 